# Szuhapatak
Szuhapatak (ukránul: Сухий [Szuhij]) falu Ukrajnában, Kárpátalján, az Ungvári járásban.

## Fekvése
A Keleti-Beszkidek keleti részén, Nagybereznától északkeletre, Ligetes és Hajasd közt, a Ligetestől jobbra eső bekötőúton, a Szuha-patak mellett fekvő zsákfalu.

## Nevének eredete
Neve szláv, víznévi eredetű. Az ukrán, ruszin szuha szó magyar jelentése: száraz, nyaranta kiszáradó folyó, víz.
A Szuhapatak nevet 1904-ben kapta a falu, melyet 1939-ben a megyére utaló előtaggal megtoldva Ungszuhára változtattak. Mai neve ismét Szuhapatak lett.

## Története
A falu a 18. században keletkezett, a Szuha-patak mellett. Nevét 1768-ban említette először oklevél Sucha néven. 1773-ban Szucha, 1784-ben Szuha, 1808-ban Szucha, Sucha, 1913-ban Szuhapatak, 1939-ben Ungszuha néven írták.
1910-ben 487 lakosából 5 magyar, 482 ruszin volt. Ebből 465 görögkatolikus, 21 izraelita volt. A trianoni békeszerződés előtt Ung vármegye Nagybereznai járásához tartozott.

## Népesség
| 2001 | 184 |

A népesség anyanyelv szerinti megoszlása a teljes népesség %-ában (2001)